# Ogliastra (provincie)
Ogliastra (Provincia dell'Ogliastra) byla italská provincie v oblasti Sardinie. Sousedila na severozápadě s provincií Nuoro a na jihozápadě s provincií Cagliari, na jihu a východě byla vymezena pobřežím Tyrrhenského moře. V roce 2016 došlo k reorganizaci administrativního dělení Sardinie a území této provincie bylo začleněno do sousední provincie Nuoro.